# Азіров
Азіров (рідше — Азарів[джерело?]) — інтернет-мем, поширений в українському сегменті Інтернету, походить від прізвища експрем'єр-міністра України Миколи Азарова та вживається для іронічного глузування над тим, що він погано володіє українською мовою.

## Походження
Мем походить від прізвища одного з персонажів сатиричного мультсеріалу «Казкова Русь», Канцлера Азірова, у якому легко впізнається Микола Азаров. Мова Канцлера Азірова являє собою «діалект» української та російської мов, зрозумілий лише одному йому. Таким чином, образ є пародією на невміння Миколи Азарова спілкуватися українською, яка у його виконанні перетворюється на суржик, який дістав у народі назву азірівка.

## Вживання
Використовується, коли йдеться про Миколу Азарова та його політику як голови уряду в іронічно-зневажливому контексті. Мем став основою для створення численних демотиваторів та анекдотів. Зокрема на початку 2013 року у мережі з'явився онлайн-перекладач на азірівку, де користувачам пропонується перекласти з української мови на говірку прем'єр-міністра.
19 квітня 2013 року на пленарному засіданні Верховної Ради України народний депутат Олег Ляшко у присутності у залі Кабінету Міністрів спробував виступити з парламентської трибуни, послуговуючись азірівкою, однак за кілька секунд після початку промови мікрофон був вимкнений.
Під час Євромайдану у Львові виникло гасло «Хто не скаче, той — Азіров!», яке вигукували демонстранти стрибаючи аби зігрітися.

## Реакція Азарова
Сам Микола Азаров на запитання на своїй сторінці у мережі Facebook, чи не ображається він на те, що його часто називають Азіровим, відповів:
|  | Значить не мене мають на увазі, а до гумору я ставлюся нормально :) |